# Alfabeto português
O alfabeto português varia conforme o Acordo Ortográfico de 1945 ou de 1990.

## Fase etimológica do português
Quando o português estava em sua fase etimológica, seu alfabeto consistia quase no mesmo alfabeto que temos hoje, por obstante, sem a letra W, que na época era restrita a apenas palavras de origem germânica (como sandwiche, talwegue, walsa, Wenceslau e wisigodo), o alfabeto, porém, tinha sim as letras K e Y, devido à etimologia de várias palavras comuns as justificarem estando nelas (abysmo, bicycleta, breke, cyclo, estylo, etymologia, fakir, gymnasio, hydrographia, hypocrita, hysterico, kaki, kaleidoscopio, kermes, kilometro, kysto, lyrio, mayor, meyo, mysterio, nickel, physica, polygono, oxygenio, systema, typo, etc).
| Forma maiúscula | Forma maiúscula | Forma maiúscula | Forma maiúscula | Forma maiúscula | Forma maiúscula | Forma maiúscula | Forma maiúscula | Forma maiúscula | Forma maiúscula | Forma maiúscula | Forma maiúscula | Forma maiúscula | Forma maiúscula | Forma maiúscula | Forma maiúscula | Forma maiúscula | Forma maiúscula | Forma maiúscula | Forma maiúscula | Forma maiúscula | Forma maiúscula | Forma maiúscula | Forma maiúscula | Forma maiúscula |
| --------------- | --------------- | --------------- | --------------- | --------------- | --------------- | --------------- | --------------- | --------------- | --------------- | --------------- | --------------- | --------------- | --------------- | --------------- | --------------- | --------------- | --------------- | --------------- | --------------- | --------------- | --------------- | --------------- | --------------- | --------------- |
| A               | B               | C               | D               | E               | F               | G               | H               | I               | J               | K               | L               | M               | N               | O               | P               | Q               | R               | S               | T               | U               | V               | X               | Y               | Z               |
| Forma minúscula |                 |                 |                 |                 |                 |                 |                 |                 |                 |                 |                 |                 |                 |                 |                 |                 |                 |                 |                 |                 |                 |                 |                 |                 |
| a               | b               | c               | d               | e               | f               | g               | h               | i               | j               | k               | l               | m               | n               | o               | p               | q               | r               | s               | t               | u               | v               | x               | y               | z               |

Há-se de ressalvar que, inclusive nesta época, a letra k era omitida completamente em todas as palavras por muitos escritores e as palavras que contêm k citadas acima também eram frequentemente escritas com c ou qu, um exemplo disto é o dicionário publicado por António de Moraes Silva em 1813, lá é dito que é uma "Lettra não necessaria para as palavras da nossa Lingua." e não é posto nenhum exemplo de palavras com esta letra, contudo, ela é sim posta como parte do alfabeto. Isto não ocorria com a letra y, que era sempre devidamente escrita até a próxima reforma ortográfica.

## Reforma Ortográfica de 1911
Conforme a segunda cláusula da Reforma Ortográfica de 1911, aprovada por Portugal neste mesmo ano, o alfabeto português está baseado no alfabeto latino original, porém, sem as letras k, w e y e com variações e combinações agregadas, estas sendo ç, ch, lh e nh.
| Forma maiúscula | Forma maiúscula | Forma maiúscula | Forma maiúscula | Forma maiúscula | Forma maiúscula | Forma maiúscula | Forma maiúscula | Forma maiúscula | Forma maiúscula | Forma maiúscula | Forma maiúscula | Forma maiúscula | Forma maiúscula | Forma maiúscula | Forma maiúscula | Forma maiúscula | Forma maiúscula | Forma maiúscula | Forma maiúscula | Forma maiúscula | Forma maiúscula | Forma maiúscula | Forma maiúscula | Forma maiúscula | Forma maiúscula | Forma maiúscula |
| --------------- | --------------- | --------------- | --------------- | --------------- | --------------- | --------------- | --------------- | --------------- | --------------- | --------------- | --------------- | --------------- | --------------- | --------------- | --------------- | --------------- | --------------- | --------------- | --------------- | --------------- | --------------- | --------------- | --------------- | --------------- | --------------- | --------------- |
| A               | B               | C               | Ç               | Ch              | D               | E               | F               | G               | H               | I               | J               | L               | Lh              | M               | N               | Nh              | O               | P               | Q               | R               | S               | T               | U               | V               | X               | Z               |
| Forma minúscula |                 |                 |                 |                 |                 |                 |                 |                 |                 |                 |                 |                 |                 |                 |                 |                 |                 |                 |                 |                 |                 |                 |                 |                 |                 |                 |
| a               | b               | c               | ç               | ch              | d               | e               | f               | g               | h               | i               | j               | l               | lh              | m               | n               | nh              | o               | p               | q               | r               | s               | t               | u               | v               | x               | z               |

É de lembrar-se que as combinações rr e ss não necessariamente faziam parte do alfabeto, mas eram admitidas ao lado de r e s.
As letras k, w e y foram substituídas por c/qu, u/v e i, e aí começaram a ser utilizadas apenas em algumas palavras estrangeiras não aportuguesadas, símbolos e abreviaturas (kg e KLM, por exemplo) e em adjectivos e substantivos derivados de nomes próprios e palavras estrangeiras (kantiano, wagneriano, zwinglianismo, windsurfista, niemeyeriano etc.).
Este abecedário, não é mais válido em nenhum país, devido a ele haver sido mudado pelo Acordo Ortográfico de 1945 em Portugal.

## Acordo Ortográfico de 1945
Com o Acordo Ortográfico de 1945 (válido em Portugal, nos PALOP e demais ex-possessões ultramarinas portuguesas) e o Formulário Ortográfico de 1943 (válido somente no Brasil), os dígrafos ç, ch, lh e nh foram removidos pelo fato de não serem letras, senão variações ou combinações de outras letras, o alfabeto também segue permanecendo sem k, w e y.
| Forma maiúscula | Forma maiúscula | Forma maiúscula | Forma maiúscula | Forma maiúscula | Forma maiúscula | Forma maiúscula | Forma maiúscula | Forma maiúscula | Forma maiúscula | Forma maiúscula | Forma maiúscula | Forma maiúscula | Forma maiúscula | Forma maiúscula | Forma maiúscula | Forma maiúscula | Forma maiúscula | Forma maiúscula | Forma maiúscula | Forma maiúscula | Forma maiúscula | Forma maiúscula |
| --------------- | --------------- | --------------- | --------------- | --------------- | --------------- | --------------- | --------------- | --------------- | --------------- | --------------- | --------------- | --------------- | --------------- | --------------- | --------------- | --------------- | --------------- | --------------- | --------------- | --------------- | --------------- | --------------- |
| A               | B               | C               | D               | E               | F               | G               | H               | I               | J               | L               | M               | N               | O               | P               | Q               | R               | S               | T               | U               | V               | X               | Z               |
| Forma minúscula |                 |                 |                 |                 |                 |                 |                 |                 |                 |                 |                 |                 |                 |                 |                 |                 |                 |                 |                 |                 |                 |                 |
| a               | b               | c               | d               | e               | f               | g               | h               | i               | j               | l               | m               | n               | o               | p               | q               | r               | s               | t               | u               | v               | x               | z               |

Atualmente, este alfabeto ainda está em uso na Angola, sendo o único país a ainda utilizá-lo, posto que lá ainda não se foi ratificado o novo acordo.

## Acordo Ortográfico de 1990
O Acordo Ortográfico de 1990 em sua Base I, 1.º, restaura o k e o y e introduz o w, fazendo o alfabeto português possuir 26 letras:
| Forma maiúscula | Forma maiúscula | Forma maiúscula | Forma maiúscula | Forma maiúscula | Forma maiúscula | Forma maiúscula | Forma maiúscula | Forma maiúscula | Forma maiúscula | Forma maiúscula | Forma maiúscula | Forma maiúscula | Forma maiúscula | Forma maiúscula | Forma maiúscula | Forma maiúscula | Forma maiúscula | Forma maiúscula | Forma maiúscula | Forma maiúscula | Forma maiúscula | Forma maiúscula | Forma maiúscula | Forma maiúscula | Forma maiúscula |
| --------------- | --------------- | --------------- | --------------- | --------------- | --------------- | --------------- | --------------- | --------------- | --------------- | --------------- | --------------- | --------------- | --------------- | --------------- | --------------- | --------------- | --------------- | --------------- | --------------- | --------------- | --------------- | --------------- | --------------- | --------------- | --------------- |
| A               | B               | C               | D               | E               | F               | G               | H               | I               | J               | K               | L               | M               | N               | O               | P               | Q               | R               | S               | T               | U               | V               | W               | X               | Y               | Z               |
| Forma minúscula |                 |                 |                 |                 |                 |                 |                 |                 |                 |                 |                 |                 |                 |                 |                 |                 |                 |                 |                 |                 |                 |                 |                 |                 |                 |
| a               | b               | c               | d               | e               | f               | g               | h               | i               | j               | k               | l               | m               | n               | o               | p               | q               | r               | s               | t               | u               | v               | w               | x               | y               | z               |

O emprego das letras k, w e y, entretanto, fica restrito aos mesmos usos originalmente estabelecidos pelos regulamentos ortográficos anteriores.
O Anexo II do Acordo contém o Item 7.1 ("Inserção do alfabeto"), que justifica a introdução dessas três letras por três razões, apresentadas aqui ipsis litteris:
- a) Os dicionários da língua já registam essas letras, pois existe um razoável número de palavras do léxico português iniciado por elas;
- b) Na aprendizagem do alfabeto é necessário fixar qual ordem essas letras ocupam;
- c) Nos Países Africanos de Língua Oficial Portuguesa existem muitas palavras que começam por aquelas letras.

Por fim, é importante observar que o Acordo Ortográfico de 1990, que entre 1.º de janeiro de 2009 e 31 de dezembro de 2012 que viveu um período de transição e está já em vigor em todos os países lusófonos excetuando Angola, segundo o qual a regra ortográfica anterior (com o alfabeto de 23 letras) e a nova (com o alfabeto de 26 letras) coexistirão validamente. Findo esse período, somente o Acordo Ortográfico de 1990 será válido e em Portugal, Moçambique, Cabo Verde, São Tomé e Príncipe, Timor-Leste, Guiné-Bissau e no Brasil o alfabeto da língua portuguesa terá 26 letras.

## Nomes das letras e representações fonéticas
Esta é a lista alfabética, conforme o Acordo Ortográfico de 1990, com os nomes de todas as letras, inclusive as versões alternativas e suas representações fonéticas pelo Alfabeto Fonético Internacional. É bom notar que nem todas as realizações fonéticas de algumas letras ou todas as versões de seus nomes estão representados aqui, assim como certas realizações fonéticas apresentadas consistem em variações regionais ou alófonas.
| N° | Letra     | Letra     | Nome da letra em português                      | AFI                 |
| N° | Maiúscula | Minúscula | Nome da letra em português                      | AFI                 |
| -- | --------- | --------- | ----------------------------------------------- | ------------------- |
| 1  | A         | a         | á                                               | /a/, /ɐ/            |
| 2  | B         | b         | bê                                              | /b/                 |
| 3  | C         | c         | cê                                              | /k/, /s/            |
| 4  | D         | d         | dê                                              | /d/                 |
| 5  | E         | e         | ê / é                                           | /e/, /ɛ/            |
| 6  | F         | f         | efe                                             | /f/                 |
| 7  | G         | g         | gê / guê                                        | /g/, /ʒ/            |
| 8  | H         | h         | agá                                             | /∅/                 |
| 9  | I         | i         | i                                               | /i/                 |
| 10 | J         | j         | jota                                            | /ʒ/                 |
| 11 | K         | k         | cá / capa                                       | /k/                 |
| 12 | L         | l         | ele                                             | /l/, /u/            |
| 13 | M         | m         | eme                                             | /m/, /~/            |
| 14 | N         | n         | ene                                             | /n/, /~/            |
| 15 | O         | o         | ô / ó                                           | /o/, /ɔ/            |
| 16 | P         | p         | pê                                              | /p/                 |
| 17 | Q         | q         | quê                                             | /k/                 |
| 18 | R         | r         | erre                                            | /ʁ/, /ɾ/            |
| 19 | S         | s         | esse                                            | /s/, /z/            |
| 20 | T         | t         | tê                                              | /t/                 |
| 21 | U         | u         | u                                               | /u/                 |
| 22 | V         | v         | vê                                              | /v/                 |
| 23 | W         | w         | dáblio / dâblio/ dábliu / duplo vê / vê dobrado | /u/, /v/            |
| 24 | X         | x         | xis                                             | /ʃ/, /ks/, /s/, /z/ |
| 25 | Y         | y         | ípsilon / i grego                               | /j/, /i/            |
| 26 | Z         | z         | zê                                              | /z/, /s/            |

### Letras com acentos gráficos e sinais diacríticos
| Letra | AFI  |
| ----- | ---- |
| Á, á  | /aː/ |
| Ã, ã  | /ɐ̃/  |
| Â, â  | /ɐː/ |
| À, à  | /aː/ |
| Ç, ç  | /s/  |
| É, é  | /ɛː/ |
| Ê, ê  | /eː/ |
| Í, í  | /iː/ |
| Ó, ó  | /ɔː/ |
| Ô, ô  | /oː/ |
| Õ, õ  | /õ/  |
| Ú, ú  | /uː/ |

### Dígrafos
| Dígrafo | AFI             |
| ------- | --------------- |
| Cc, cc  | /k/, /tʃ/, /ks/ |
| Ch, ch  | /ʃ/             |
| Gu, gu  | /gu/, /g/       |
| Lh, lh  | /ʎ/             |
| Nh, nh  | /ɲ/             |
| Qu, qu  | /ku/, /k/       |
| Rr, rr  | /ʁ/             |
| Sc, sc  | /s/, /sk/       |
| Sç, sç  | /s/             |
| Sh, sh  | /ʃ/             |
| Ss, ss  | /s/             |
| Xc, xc  | /s/, /sk/       |
| Xs, xs  | /s/             |
| Zz, zz  | /ts/            |

### Trígrafos
| Trígrafo | AFI  |
| -------- | ---- |
| Tch, tch | /tʃ/ |

## Acentos gráficos e sinais diacríticos
Acrescentam-se ao alfabeto os seguintes símbolos diacríticos:
- ~ (Til) — Nasaliza a vogal "a" e os ditongos "ae", "oe" e "ao" — ã / ãe / õe / ão.
- ¸ (Cedilha) — Confere à letra "c" o som da letra "s" diante de "a", "o" e "u" — ç.
- ^ (Acento Circunflexo) — Indica a sílaba tónica e fecha o timbre das vogais "a", "e", "i", "o" e "u", nos casos em que se requer acentuação gráfica — â / ê / ô.
- ´ (Acento Agudo) — Indica a sílaba tónica e abre o timbre das vogais nos casos em que se requer acentuação gráfica — á / é / í / ó / ú.
- ` (Acento Grave) — Utilizado para marcar o caso dativo feminino (à), por oposição a "ao" (masculino), e dos pronomes "aquele", "aquela" e "aquilo" — à. O acento grave indica a ocorrência do fenômeno linguístico denominado crase. O acento grave ocorre também nas letras: È, Ì, Ò e Ù
- ¨ (Trema) — Seu uso foi abolido para palavras da língua portuguesa a partir de 2009, restringindo-se a palavras estrangeiras e seus derivados, de utilização idêntica a dos demais países, desde 1945.

O uso do acento gráfico, agudo ou circunflexo, é requerido para assinalar as palavras proparoxítonas, as oxítonas quando terminam em "a(s)", "e(s)", "o(s)", "em" ou "ens", os monossílabos tônicos terminados em "a(s)", "e(s)", ou "o(s)", e as paroxítonas com qualquer outra terminação, além destas.

## Frequência da ocorrência de letras
Na língua portuguesa, a letra mais frequentemente usada é a vogal A. A vogal menos frequente é a letra U. A consoante que aparece com mais frequência é a letra S e a mais rara é a letra W (ou a letra X se for considerado o uso inapropriado K, W e Y e a natureza ambígua do W e do Y).
| Letra | Frequência |
| ----- | ---------- |
| A     | 14,63%     |
| B     | 1,04%      |
| C     | 3,88%      |
| D     | 5,01%      |
| E     | 12,57%     |
| F     | 1,02%      |
| G     | 1,30%      |
| H     | 1,28%      |
| I     | 6,18%      |
| J     | 0,40%      |
| K     | 0,02%      |
| L     | 2,78%      |
| M     | 4,74%      |
| N     | 5,05%      |
| O     | 10,73%     |
| P     | 2,52%      |
| Q     | 1,20%      |
| R     | 6,53%      |
| S     | 7,81%      |
| T     | 4,34%      |
| U     | 4,63%      |
| V     | 1,67%      |
| W     | 0,01%      |
| X     | 0,21%      |
| Y     | 0,01%      |
| Z     | 0,47%      |